# Wioślarstwo na Letnich Igrzyskach Olimpijskich 2016 – ósemka mężczyzn
Rywalizacja w ósemkach mężczyzn w wioślarstwie na Letnich Igrzyskach Olimpijskich 2016 rozgrywana była między 8 a 13 sierpnia na Lagoa Rodrigo de Freitas.
Do zawodów zgłoszonych zostało 7 osad.

## Terminarz
Wszystkie godziny podane są w czasie brazylijskim (UTC-03:00).
| Data             | Godzina   |            |
| Data             | UTC-03:00 |            |
| ---------------- | --------- | ---------- |
| 8 sierpnia 2016  | 09:10     | Eliminacje |
| 11 sierpnia 2016 | 10:00     | Repasaże   |
| 13 sierpnia 2016 | 11:27     | Finały     |

## Rekordy
| Nazwa             | Zawodnicy | Kraj              | Rezultat | Miejsce  | Data             |
| ----------------- | --- | ----------------- | -------- | -------- | ---------------- |
| Rekord świata     | Malte Jakschik Martin Sauer Richard Schmidt Johannes Weissenfeld Torben Johannesen Jakob Schneider Maximilian Planer Hannes Ocik Felix Wimberger | Niemcy            | 5:18,680 | Poznań   | 18 czerwca 2017  |
| Rekord olimpijski | Jason Read Wyatt Allen Chris Ahrens Joseph Hansen Matt Deakin Dan Beery Beau Hoopman Bryan Volpenhein Peter Cipollone                            | Stany Zjednoczone | Ateny    | 5:19,850 | 15 sierpnia 2004 |

## Wyniki

### Eliminacje
Do finału bezpośrednio awansowali zwycięzcy biegów. Pozostałe osady wzięły udział w repasażu.
Bieg 1
| Pozycja | Tor | Zawodnik | Reprezentacja   | Czas    | Uwagi |
| ------- | --- | --- | --------------- | ------- | ----- |
| 1.      | 3   | Matthew Langridge Phelan Hill Andrew Triggs Hodge Peter Reed William Satch Tom Ransley Matt Gotrel Scott Durant Paul Bennett                    | Wielka Brytania | 5:34,23 | Q     |
| 2.      | 1   | Kaj Hendriks Robert Lücken Boaz Meylink Boudewijn Röell Olivier Siegelaar Dirk Uittenbogaard Mechiel Versluis Peter Wiersum Tone Wieten         | Holandia        | 5:36,16 |       |
| 3.      | 4   | Michael Brake Isaac Grainger Stephen Jones Alex Kennedy Shaun Kirkham Thomas Murray Brook Robertson Jonathan Wright Caleb Shepherd              | Nowa Zelandia   | 5:36,28 |       |
| 4.      | 2   | Luca Agamennoni Vincenzo Capelli Pierpaolo Frattini Fabio Infimo Emanuele Liuzzi Mario Paonessa Matteo Stefanini Simone Venier Enrico D’Aniello | Włochy          | 5:52,83 |       |

Bieg 2
| Pozycja | Tor | Zawodnik | Reprezentacja     | Czas    | Uwagi |
| ------- | --- | --- | ----------------- | ------- | ----- |
| 1.      | 1   | Richard Schmidt Martin Sauer Eric Johannesen Hannes Ocik Andreas Kuffner Maximilian Reinelt Felix Drahotta Malte Jakschik Maximilian Munski                 | Niemcy            | 5:38,22 | Q     |
| 2.      | 2   | Sam Dommer Hans Struzyna Alexander Karwoski Glenn Ochal Stephen Kasprzyk Michael di Santo Robert Munn Austin Hack Samuel Ojserkis                           | Stany Zjednoczone | 5:40,16 |       |
| 3.      | 3   | Zbigniew Schodowski Robert Fuchs Krystian Aranowski Mateusz Wilangowski Mikołaj Burda Michał Szpakowski Marcin Brzeziński Piotr Juszczak Daniel Trojanowski | Polska            | 5:42,32 |       |

### Repasaże
Cztery pierwsze osady awansowały do finału. Pozostałe osady odpadły.
| Pozycja | Tor | Zawodnik | Reprezentacja     | Czas    | Uwagi |
| ------- | --- | --- | ----------------- | ------- | ----- |
| 1.      | 3   | Sam Dommer Hans Struzyna Alexander Karwoski Glenn Ochal Stephen Kasprzyk Michael di Santo Robert Munn Austin Hack Samuel Ojserkis                           | Stany Zjednoczone | 5:51,13 | Q     |
| 2.      | 2   | Kaj Hendriks Robert Lücken Boaz Meylink Boudewijn Röell Olivier Siegelaar Dirk Uittenbogaard Mechiel Versluis Peter Wiersum Tone Wieten                     | Holandia          | 5:52,95 | Q     |
| 3.      | 1   | Michael Brake Isaac Grainger Stephen Jones Alex Kennedy Shaun Kirkham Thomas Murray Brook Robertson Jonathan Wright Caleb Shepherd                          | Nowa Zelandia     | 5:56,94 | Q     |
| 4.      | 4   | Zbigniew Schodowski Robert Fuchs Krystian Aranowski Mateusz Wilangowski Mikołaj Burda Michał Szpakowski Marcin Brzeziński Piotr Juszczak Daniel Trojanowski | Polska            | 5:59,22 | Q     |
| 5.      | 5   | Luca Agamennoni Vincenzo Capelli Pierpaolo Frattini Fabio Infimo Emanuele Liuzzi Mario Paonessa Matteo Stefanini Simone Venier Enrico D’Aniello             | Włochy            | 6:05,12 |       |

### Finał
| Pozycja | Tor | Zawodnik | Reprezentacja     | Czas    | Uwagi |
| ------- | --- | --- | ----------------- | ------- | ----- |
| złoto   | 3   | Matthew Langridge Phelan Hill Andrew Triggs Hodge Peter Reed William Satch Tom Ransley Matt Gotrel Scott Durant Paul Bennett                                | Wielka Brytania   | 5:29,63 |       |
| srebro  | 4   | Richard Schmidt Martin Sauer Eric Johannesen Hannes Ocik Andreas Kuffner Maximilian Reinelt Felix Drahotta Malte Jakschik Maximilian Munski                 | Niemcy            | 5:30,96 |       |
| brąz    | 2   | Kaj Hendriks Robert Lücken Boaz Meylink Boudewijn Röell Olivier Siegelaar Dirk Uittenbogaard Mechiel Versluis Peter Wiersum Tone Wieten                     | Holandia          | 5:31,59 |       |
| 4.      | 5   | Sam Dommer Hans Struzyna Alexander Karwoski Glenn Ochal Stephen Kasprzyk Michael di Santo Robert Munn Austin Hack Samuel Ojserkis                           | Stany Zjednoczone | 5:34,23 |       |
| 5.      | 1   | Zbigniew Schodowski Robert Fuchs Krystian Aranowski Mateusz Wilangowski Mikołaj Burda Michał Szpakowski Marcin Brzeziński Piotr Juszczak Daniel Trojanowski | Polska            | 5:34,62 |       |
| 6.      | 6   | Michael Brake Isaac Grainger Stephen Jones Alex Kennedy Shaun Kirkham Thomas Murray Brook Robertson Jonathan Wright Caleb Shepherd                          | Nowa Zelandia     | 5:36,64 |       |